# Parkhurst Mountain
Der Parkhurst Mountain ist ein 2494 m hoher Berg mit einer Schartenhöhe von 184 m im Südwesten der kanadischen Provinz British Columbia, im Squamish-Lillooet Regional District. 

## Geographie
Der Parkhurst Mountain liegt in den Garibaldi Ranges, einer Teilkette der Coast Mountains, und außerdem im Nordwesten des Garibaldi Provincial Park, 11 km ostnordöstlich von Whistler, südlich des Wedgemount Lake und an der Westseite des Wedgemount Glacier. Der nächste Nachbar des Parkhurst ist der Rethel Mountain, 0,89 km nordwestlich gelegen, und der nächsthöhere Berg (und gleichzeitig der höchste Gipfel im Garibaldi Park) ist der Wedge Mountain (2892 m), 1,8 km südöstlich. Mount Weart, der zweithöchste Gipfel im Park, ragt 2,6 km nordöstlich des Parkhurst auf. Die Abflüsse der Niederschläge vom Parkhurst Mountain werden in den Wedge Creek, den Wedgemount Creek und den Rethel Creek abgeleitet, die alle Zuflüsse des Green River sind, welcher wiederum ein Nebenfluss des Lillooet River ist. 

## Geschichte
Die heutige Geisterstadt Parkhurst war eine in den 1920er und 1930er Jahren betriebene Holzfällersiedlung am Ufer des Green Lake, 9 km westlich des Parkhurst Mountain. Der Ort wurde nach Mr. und Mrs. Parkhurst benannt, die das Land am Green Lake 1902 erwarben und ein kleines Haus bauten, wo sie mit ihrer Familie lebten. Der Name des Berges wurde offiziell am 25. Juni 1975 durch das Geographical Names Board of Canada angenommen.

## Klima
In Bezug auf die Klimaklassifikation nach Köppen und Geiger herrscht am Parkhurst Mountain ein Westseiten-Seeklima. Die meisten Wetterfronten stammen vom Pazifik und bewegen sich ostwärts auf die Coast Mountains zu, wo sie durch die Berge zum  Aufsteigen (Windstau) gezwungen werden, was wiederum dazu führt, dass die enthaltene Feuchtigkeit in Form von Regen oder Schnee abgegeben wird. Im Ergebnis führt das zu hohen Niederschlägen in den Coast Mountains, insbesondere zu starken Schneefällen im Winter. Die Temperaturen können unter −20 °C fallen, unter Berücksichtigung von Windchill-Einfluss unter −30 °C. Die Monate Juli bis September bieten die besten Wetterbedingungen für einen Aufstieg.